# Prexaspes
Prexaspes (em grego:  Πρηξάσπης) foi um proeminente persa durante o reinado de Cambyses II (530– 522 a.C.), o segundo Rei dos Reis do Império Persa Aqueménida. Segundo Heródoto, quando Cambises ordenou ao seu conselheiro de confiança Prexaspes que matasse Esmérdis (também conhecido por Bardia), o próprio irmão do rei, Prexaspes cumpriu lealmente a sua ordem. Heródoto fornece duas versões do assassinato. Depois de se mudar do Egipto (onde estava acampado) para Susa, Prexaspes ou foi morto por Bardiya num campo de caça perto de Susa, ou afogou-o no Mar da Eritreia.
Após a morte de Cambises, Prexaspes a princípio negou ter assassinado Bardia, mas no final, nas palavras de Brill's New Pauly, "revelou perante os Persas reunidos a usurpação pelos Magos (Patizeides), apelou à sua deposição e suicidou-se (Hdt. 3,66 ss.; 74 ss.)."